# ハナゴケ

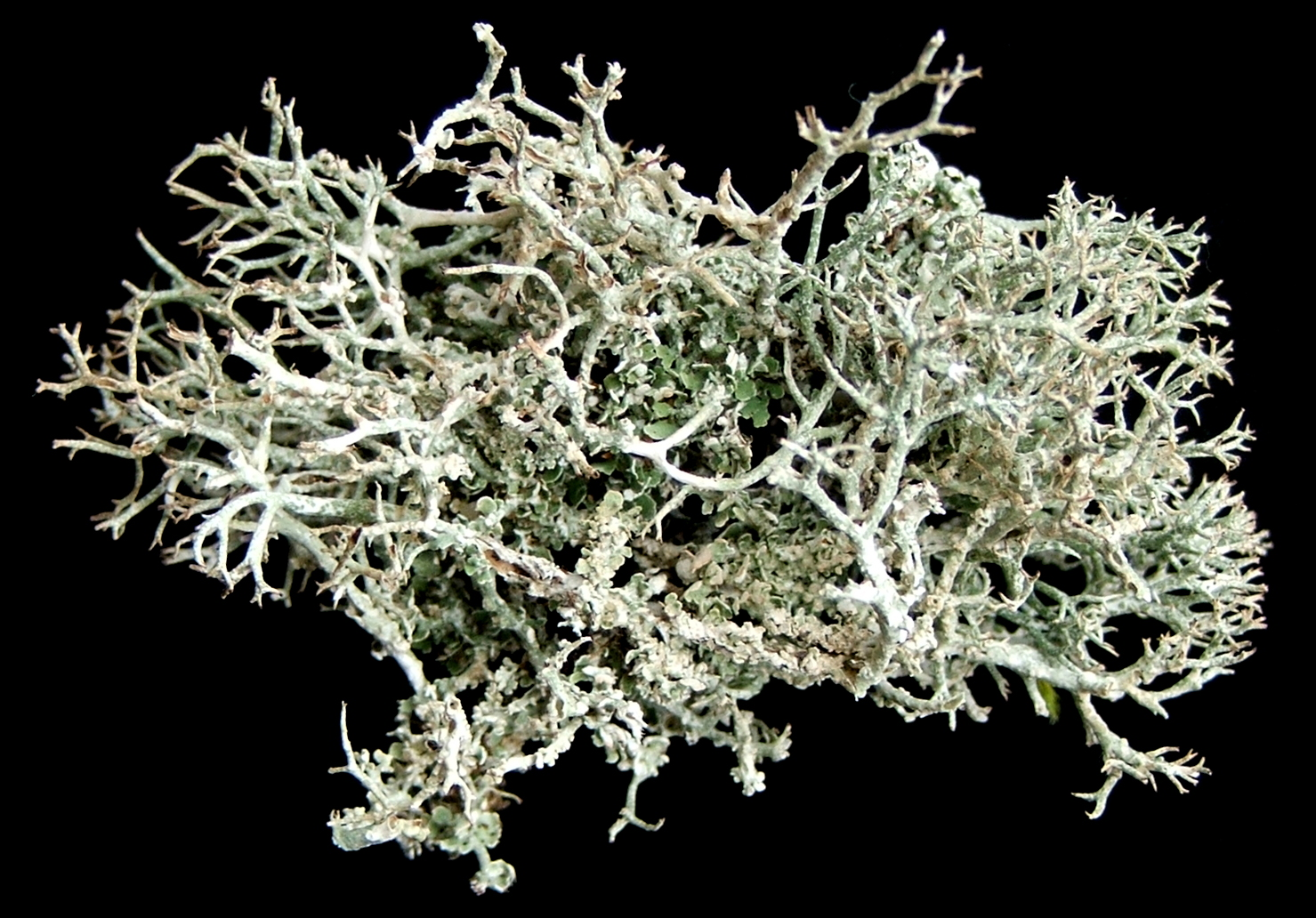
上から見た図

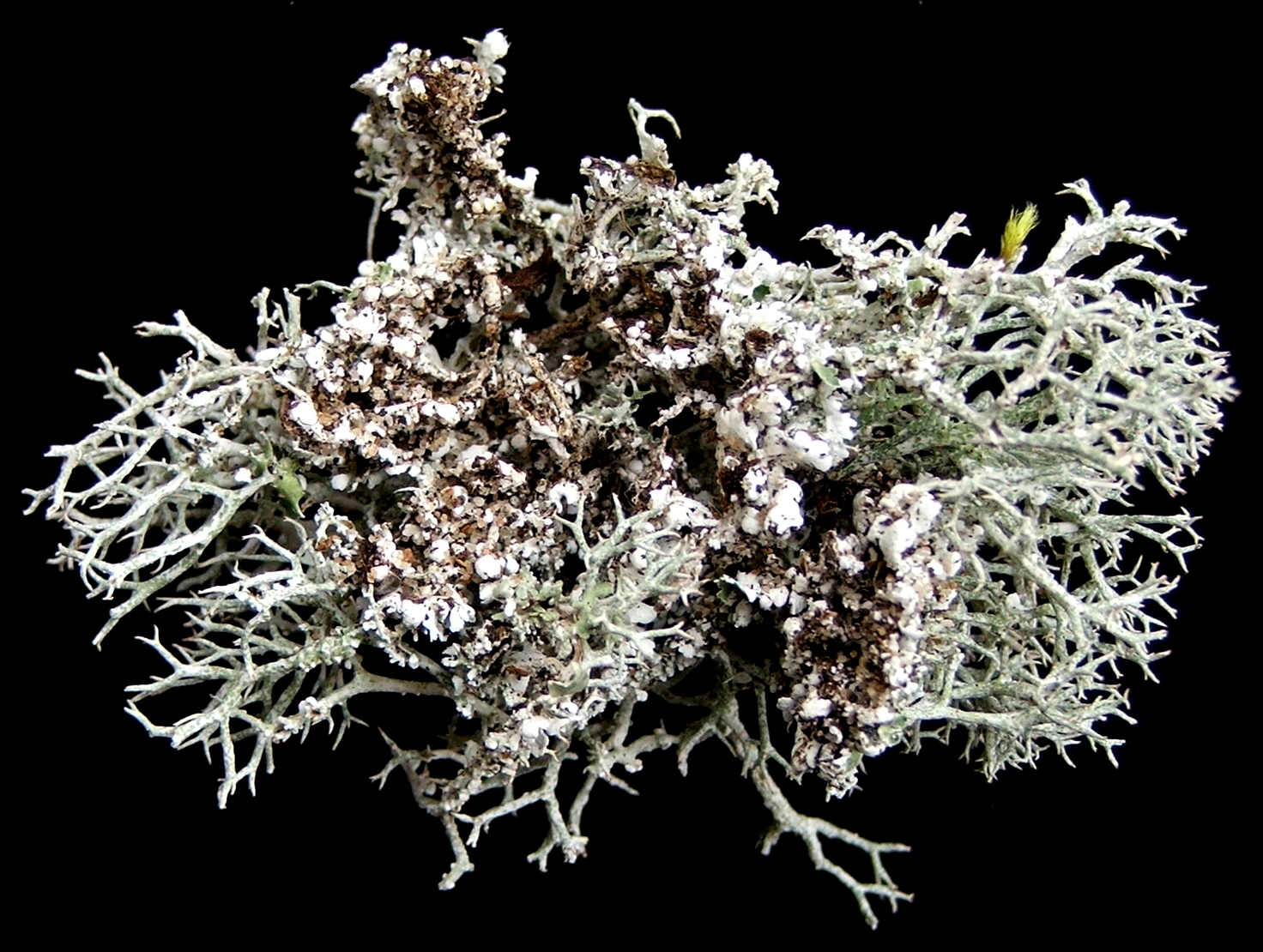
下から見た図

ハナゴケ(reindeer lichenまたはgrey reindeer lichen)は、ハナゴケ科に属する淡色の樹枝状地衣である。水はけがよく開放的な場所であれば、冷たい気候でも暑い気候でも育つ。非常に耐寒性が高く、高山ツンドラ地域で優先種である。
reindeer moss、deer moss、caribou moss等とも呼ばれることがあるが、蘚類ではないため、誤解を招く可能性がある。名前が示すように、トナカイの重要な食糧であり、結果として経済的な重要性を持つ。
他の多くの地衣類と同様に、成長は年3-11mmと遅く、一旦食い荒らされたり踏みつけられたりすると、元の状態に戻るまでに数十年を要する。
見た目のよく似たCladonia portentosaも"reindeer lichen"という名前で知られる。

## 概要
葉状体は樹枝状で、枝分かれが非常に多く、各々の枝がさらに3-4に分かれている。太い枝は、直径1-1.5mm程である。色は灰色、白色、茶灰色である。厚さ10cmにも及ぶマットを形成する。Cladonia portentosaと比べて、枝分かれの角度は小さい。はっきりとした外皮（植物の表皮に相当する、葉状体を覆う保護層）を欠くが、その代わり、菌糸の緩い層が覆っている。

## 分布
ハナゴケは、しばしばタイガのマツ林や開けた高山の低地等の広い範囲の湿地、森林、岩地、ヒース等で優占種となる。カナダのタイガでは、この種が優占する特殊な生物群系が存在する。
この種が脅かされている地域もあり、例えばイギリスのコーンウォール公爵領では、生物多様性国家戦略で保護されている。

## 生理活性物質
アビエタン、ラブタン、イソピマラン、ジテルペノイドのハナゴケノールAとB、スギオール、5,6-デヒドロスギオール、モンブレトール、cis-コムニン酸、インブリカトール酸、15-アセチルインブリカトール酸、ジュニセドル酸、7α-ヒドロキシサンダラコピマル酸、2,4-ジヒドロキシ安息香酸、アトロノール、バルバチン酸、ホモセキカ酸、ジジム酸、コンジジム酸等を含む多くの生理活性物質がハナゴケから単離、同定されている。これらの化合物のいくつかは、メチシリン耐性黄色ブドウ球菌やバンコマイシン耐性腸球菌に対する抑制活性を持つ。紫外線への曝露は、ウスニン酸及びメラニンの蓄積を誘導する。ウスニン酸は、過剰な紫外線から守る役割を果たすと考えられている。

## 利用
ハナゴケは、アクアビットの生産に用いることができる。また、ガラス窓の飾りつけに用いられることもある。アルナーチャル・プラデーシュ州西カメン県のメンパ族は、腎臓結石の伝統的な民間治療薬としてハナゴケを用いる。アラスカ州デナイナでは、乾燥させたものを砕いて柔らかくなるまで茹でて食べる。そのまま食べるか、ベリー、魚卵、またはラードと混ぜて食べる。下痢の治療のために、茹でて食べたり、汁を飲んだりする。酸が含まれているため、加熱が不十分だと胃痛を起こすことがある。
2011年5月に発表された研究では、ハナゴケを含むいくつかの地衣類が、セリンプロテアーゼの作用により、伝達性海綿状脳症に関わるプリオンを分解すると主張されている。